# ALK-Abelló
 (janvier 2021).
L'article doit être relu — et modifié si nécessaire — par des contributeurs indépendants pour apporter un regard critique aux contributions effectuées en violation des conditions d'utilisation de Wikipédia, tant sur la forme (notamment concernant le style encyclopédique, la proportionnalité) que sur le fond (la neutralité de point de vue, la qualité et l'indépendance des sources).
 (juillet 2020).
ALK-Abelló (OMX : ALK B), plus communément appelé ALK, est un groupe pharmaceutique dont le siège est au Danemark. Ce laboratoire est spécialisé dans le développement et la production de produits d’immunothérapie allergénique (ITA) pour la prévention et le traitement d’allergies. Il s’agit du premier producteur mondial de produits d’immunothérapie allergénique (ou produits de désensibilisation) avec 76 % de son chiffre d’affaires réalisé en Europe.

## Histoire
Fondé en 1923, à Hørsholm, au Danemark, le laboratoire ALK (Allergologisk Laboratorium Kobenhavn) est le fruit d’un partenariat original entre un médecin, le docteur Kaj Hedemann Baagøe et un pharmacien, Poul Barfod. Leur collaboration marque le début de la production pharmaceutique de préparations allergéniques. 
Depuis lors, les équipes d’ALK ont concentré leurs recherches sur l’identification des mécanismes allergiques et sur leur impact sur le système immunitaire : de nombreux succès ont couronné leurs travaux et ont fait d’ALK le leader mondial de l’immunothérapie spécifique. 
La recherche s'articule autour de trois axes: prévention, traitement de la rhinite allergique et traitement de l'asthme allergique.
Depuis 90 ans, la mission d’ALK est d’améliorer la qualité de vie des patients allergiques en mettant à leur disposition des traitements innovants qui agissent directement sur la cause de l’allergie et visent à prévenir l’apparition des symptômes de manière pérenne. 
En 1978, ALK commercialise la première ligne de produits standardisés pour le traitement des allergies. 
Dans les années 1990, ALK devient la première entreprise à développer des traitements d’immunothérapie sublinguale, une méthode de désensibilisation administrée sous forme de gouttes sous la langue.
Depuis lors, la stratégie de recherche et de développement d’ALK se concentre sur le lancement d’une gamme de comprimés d’immunothérapie sublinguale. Grazax, lancé en 2006 en Europe et en 2011 en France, est le premier comprimé d’immunothérapie sublinguale à l’efficacité prouvée pour le traitement de l’allergie au pollen de graminées. En 2014, un comprimé d’immunothérapie sublinguale pour l’allergie à l’ambroisie est commercialisé sur le continent américain. 

## Gouvernance
ALK est coté à la Bourse de Copenhague : NASDAQ OMX. Son capital est détenu à 42% par une fondation industrielle, Lundbeck.
Au 1er décembre 2023, les membres du comité de direction d’ALK Monde sont:
- Peter Halling (President & CEO)
- Henriette Mersebach (Directeur de la Recherche et Développement)
- Søren Niegel (Directeur des Opérations commerciales)
- Claus Steensen Sølje (Directeur Financier et Directeur des Systèmes informatiques, Relations investisseurs et développement)

## Filiales et sites de production
Le siège mondial de l’entreprise et son principal centre de recherche fondamentale sont situés dans le parc scientifique et technologique Scion DTU à Hørsholm, au Danemark. Le centre de recherche appliquée se trouve à Vandeuil (France), où des ressources importantes sont rassemblées pour développer de nouvelles méthodes analytiques et s’assurer de la stabilité des produits, de la matière première aux produits finis. 
Le groupe possède 18 filiales en Allemagne, Autriche, au Canada, en Espagne, aux États-Unis, en France, en Italie, aux Pays-Bas, en Pologne, au Royaume-Uni, en Chine, en Slovaquie, en République Tchèque, en Suède en Norvège et en Finlande en Suisse et en Turquie. 
Les produits ALK sont également distribués dans 14 pays distributeurs tels que l’Afrique du Sud, l’Australie, le Brésil, la Grèce, Israël, la Malaisie, le Mexique, la Nouvelle-Zélande, le Portugal, la Thaïlande, et une grande partie de l’Europe centrale et méridionale.

### Sites de production
Les sites de production en Amérique du Nord sont situés à Port Washington dans l’État de New York, à Post Falls dans l’Idaho, à Spring Mills en Pennsylvanie et à Mississauga en Ontario.
Les sites de production européens sont basés au Danemark, (Hørsholm), en Espagne (Madrid), aux Pays-Bas (Lelystad) et en France.

### ALK en France
ALK s'est implanté dans l'hexagone en 2005 avec l'acquisition d'Allerbio. La filiale France est devenue la seconde filiale quant au chiffre d’affaires et la première en effectifs. ALK dispose de trois sites :
- Le site parisien (La Défense) qui regroupe les équipes support et la direction générale ;
- Le site de Varennes en Argonne (Meuse) : site de dispensation pharmaceutique, logistique, relations médecins-patients, production et contrôle des matières premières. Ce site a bénéficié d'une extension de 2 900 m2 inaugurée en 2013[9] ;
- Le site de Vandeuil (Marne) : site de production des traitements de désensibilisation par voie sublinguale. Le 20 juin 2014, le site s'est agrandi pour devenir le pôle européen de production des APSI (Allergène Préparé pour un Seul Individu) du groupe ALK[10],[11].

En 2016, ALK double ses capacités  de production, avec l'embauche de 80 personnes, profitant de la suspension temporaire de l'activité de son principal concurrent français Stallergenes,.

## Produits
Les produits d’immunothérapie allergénique représentent 90 % du chiffre d’affaires d’ALK (dont 76 % sont générés en Europe) et se déclinent en trois catégories :
1. Les comprimés d’immunothérapie sublingual. Le premier d’entre eux, Grazax (pour l’allergie au pollen de graminées), est lancé en Europe en 2006 et en France en 2011[3]. Le 14 avril 2014, Merck , le partenaire américain d’ALK, annonce l’autorisation du produit par la Food and Drug Administration (FDA)[14] aux États-Unis, où il est vendu sous la marque Grastek[15]. Le 17 avril 2014, Merck annonce ensuite l’autorisation du comprimé d’immunothérapie sublinguale pour l’allergie à l’ambroisie, également sous licence d’ALK, commercialisé sous le nom Ragwitek. Merck commercialise également Grastek et Ragwitek[16] au Canada[16]. D’autres comprimés sont en cours de développement, notamment un comprimé d’immunothérapie sublinguale pour les allergies aux acariens.
2. Les gouttes d’immunothérapie sublinguale. Ces gouttes couvrent environ 50 allergènes et combinaisons d’allergènes, dont les pollens, les moisissures, les acariens et les phanères d’animaux[17]. En 2003, ALK lance SLITone, le premier traitement de désensibilisation en gouttes sublinguales disponible en dose individuelle.
3. L’immunothérapie sous-cutanée. Ces traitements d’immunothérapie allergénique sous forme injectable sont purifiés à partir de sources naturelles d’allergènes récoltés au sein de l’entité ASM destinée à la production de matières premières, puis combinés avec des excipients pendant la formulation[18].

ALK propose également d’autres produits :
- Jext[19] :  stylos auto injecteur d'adrénaline 150 et 300µg indiqués dans le traitement d'urgence des chocs anaphylactiques
- des kits de diagnostic d’allergie commercialisés sous diverses marques dont Soluprick SQ[20].
- des extraits d’allergènes en gros, principalement vendus aux États-Unis aux allergologues pour utilisation dans leurs cabinets[21].
- Chaque année, plus d’1,5 million de patients sont traités par les produits ALK.

### Rappel de produits
En 2017, l'ANSM a suspendu temporairement la production des APSI injectable de la gamme IRIS (forme injectable sous-cutanée) et demandé à la société le rappel de ces produits, en raison de contaminations microbiennes non maîtrisées.

## Partenariats stratégiques et collaborations
ALK possède une alliance stratégique avec Merck  pour le développement, l’enregistrement et la commercialisation de Grazax et pour le comprimé de désensibilisation aux acariens et à l’ambroisie aux États-Unis, Canada et Mexique,. 
Un partenariat a également été conclu au Japon début 2011 avec le laboratoire Torii, pour le développement et la commercialisation des comprimés de désensibilisation aux acariens pour les patients souffrant de rhinites allergiques et d’asthme. Cet accord formalise également une collaboration de recherche et développement visant la mise au point d’un comprimé d’immunothérapie sublinguale pour l’allergie au pollen du cèdre du Japon,. 
En Chine, ALK est en partenariat avec Eddingpharm pour le kit de diagnostic d’allergie Soluprick SQ, kit permettant le diagnostic de l’allergie aux acariens, mais également pour le premier traitement d’immunothérapie allergénique à base d’extraits standardisés, Alutard SQ. Ce dernier traite lui aussi les allergies aux acariens. Dans le cadre de ce partenariat, c’est Eddingpharm qui est chargé des ventes et de la distribution des produits. ALK fournit quant à lui l’expertise médicale et scientifique. Annoncée en avril 2014, cette collaboration porte sur une durée initiale de sept ans. 
ALK collabore également avec le laboratoire Abbott dans certains marchés émergents. Abbot y détient une licence de distribution et de commercialisation des comprimés d’ALK pour le traitement des allergies au pollen de graminées et aux acariens. 

## Chronologie
1923 : Le docteur Kaj Hedemann Baagøe et le pharmacien, Poul Barfod fondent à Hørsholm, au Danemark, le laboratoire ALK (Allergologisk Laboratorium Kobenhavn). Leur partenariat donne naissance à la 1re production pharmaceutique de préparation allergénique : un extrait de plumes d’oies.
1949 : La production de préparation allergénique pour le diagnostic et celle des vaccins contre les allergies deviennent une unité indépendante, le «Laboratoire d’Allergologie ».
1972 : Le docteur Bent Weeke et le pharmacien Henning Løwenstein développent la technique « Crossed Radio Immuno Electrophoresis » qui rend possible l’identification précise des protéines responsables des allergies.
1976 : « La Standardisation Des Allergènes » est enrichie par les techniques de Løwenstein et Weeke.
1978 : Laboratoire d’Allergologie commercialise le 1er traitement d’immunothérapie allergénique à base d’extraits standardisés : Alutard SQ.
1984 : La filiale ALK America Inc. est fondée aux États-Unis.
1985 : Le Laboratoire d’Allergologie est reconnu par les autorités américaines de la santé (FDA).
1986 : Le Laboratoire d’Allergologie devient ALK (Allergologisk Laboratorium København) et, en 1987, s’établit à Hørsholm au Danemark.
1990 : Lancement d'un nouveau traitement de désensibilisation sous forme de gouttes sublinguales.
2003 : ALK lance SLITone, le 1er traitement de désensibilisation en gouttes sublinguales disponible en unidose.
2005 : ALK fait l’acquisition du laboratoire Allerbio en France,.
2006 : ALK lance le 1er comprimé de désensibilisation au pollen de graminées avec une autorisation de mise sur le marché (AMM) Européenne.
2007 : ALK s’associe à Schering-Plough (devenu MSD) pour l’enregistrement, le développement et la commercialisation de comprimés d’immunothérapie allergénique en Amérique du Nord.
2009 : ALK lance Avanz en Allemagne, un nouveau traitement d'immunothérapie allergénique injectable permettant une montée en dose en seulement 5 injections .
2010 : Jext, stylos auto injecteur d'adrénaline 150 et 300 µg, est approuvé en Europe. 
2011 : ALK s’associe à Torii pour le développement et la commercialisation de comprimés d’immunothérapie allergénique au Japon.
2012 : En Europe, lancement de SLITone ULTRA solution unidose d’extraits allergéniques sublinguaux.
2014 : Lancement de deux comprimés de désensibilisation : GRASTEK (pollen de graminées) et RAGWITEK (pollen d’ambroisie).
2018 : Retard voire indisponibilité des traitements allergéniques par voie sublinguale (OSIRIS) .